# Pseudoceros dimidiatus
Pseudoceros dimidiatus is een platworm (Platyhelminthes). De worm is tweeslachtig. De soort leeft in koraalgebieden van de Indische Oceaan en het zuidelijke gedeelte van de Grote Oceaan.
Het geslacht Pseudoceros, waarin de platworm wordt geplaatst, wordt tot de familie Pseudocerotidae gerekend. De wetenschappelijke naam van de soort werd voor het eerst geldig gepubliceerd in 1893 door Graff. De heldere kleur kan per worm verschillen en dient om aanvallers af te schrikken. De worm kan tot 8 centimeter groot worden.